# Jane Gail
Jane Gail, właśc. Ethel S. Magee (ur. 16 sierpnia 1890, zm. 30 stycznia 1963) – amerykańska aktorka sceniczna oraz filmowa ery kina niemego.
Najbardziej znana z roli w niemym filmie Dr. Jekyll and Mr. Hyde z 1913 roku, gdzie zagrała Alice, narzeczoną doktora Jekylla. Gail pojawiła się także w filmie Dr. Jekyll and Mr. Hyde z 1912 roku, jednak była tam tylko statystką.
W latach 1912–1920, Gail wystąpiła w blisko 20 filmach. Równocześnie pojawiała się na deskach broadwayowskich teatrów.

## Wybrana filmografia
- 1912: Dr. Jekyll and Mr. Hyde
- 1913: Dr. Jekyll and Mr. Hyde: Alice
- 1916: 20 000 mil podmorskiej żeglugi (20,000 Leagues Under the Sea): dziecko natury